# Mazahapa
Mazahapa är en ort i Mexiko.   Den ligger i kommunen Huazalingo och delstaten Hidalgo, i den sydöstra delen av landet, 190 km norr om huvudstaden Mexico City. Mazahapa ligger 763 meter över havet och antalet invånare är 201.
Terrängen runt Mazahapa är kuperad österut, men västerut är den bergig. Runt Mazahapa är det ganska tätbefolkat, med 129 invånare per kvadratkilometer. Närmaste större samhälle är Huejutla de Reyes, 18,6 km norr om Mazahapa. I omgivningarna runt Mazahapa växer huvudsakligen savannskog.